# Jan Hofkens
Jan Hofkens (Hoogstraten, 4 augustus 1969) is een Belgisch politicus van de N-VA.

## Levensloop
Hofkens ging naar het Sint-Jan Berchmanscollege in Westmalle. Hij is licentiaat in de rechten aan de KU Leuven en graduaat in de fiscale wetenschappen aan Ehsal Brussel. Hij is advocaat gespecialiseerd in arbeidsrecht.
Bij de verkiezingen van 2012 werd hij verkozen tot provincieraadslid in Antwerpen en gemeenteraadslid van Wommelgem. Voor de Vlaamse verkiezingen 2014 was hij tweede opvolger in de kieskring Antwerpen. Toen Liesbeth Homans en Philippe Muyters minister werden in de regering-Bourgeois, werd hij eind juli 2014 lid van het Vlaams Parlement, waardoor hij ontslag moest nemen als provincieraadslid. In het Vlaams Parlement werd hij voorzitter van de commissie voor Algemeen Beleid, Financiën en Begroting.
In september 2016 nam Hofkens om beroepsredenen ontslag als Vlaams volksvertegenwoordiger. Hij werd opgevolgd door Paul Cordy. Ook nam hij ontslag als gemeenteraadslid van Wommelgem.